# برنج علفی هندی
برنج علفی هندی (نام علمی: Achnatherum hymenoides) نام یک گونه از خانواده گندمیان است.